# 約翰·安布羅修斯·巴赫
約翰·安布羅修斯·巴赫（Johann Ambrosius Bach，1645年—1695年）是一位德國音樂家。他是約翰·塞巴斯蒂安·巴赫的父親。
出生於德國中部城市艾福特，他是克里斯托夫·巴赫的次子，有一位兄長格奧爾格·克里斯托夫（Georg Christoph Bach）與一位雙胞胎弟弟約翰·克里斯托夫（Johann Christoph Bach）。他娶了瑪麗亞·伊麗莎白·洛梅希爾特（Maria Elisabeth Lämmerhirt），1671年夫妻兩人移居艾森納赫。他有三個兒子，克里斯托夫、雅各布以及塞巴斯蒂安。